# 754-й истребительный авиационный полк
754-й истребительный авиационный полк (754-й иап) — воинская часть Военно-воздушных сил (ВВС) Вооружённых Сил РККА, принимавшая участие в Воронежско-Ворошиловградской операции во время Великой Отечественной войны.

## История полка
754-й истребительный авиационный полк начал формироваться в январе 1942 года при 13-м запасном истребительном авиационном полку Приволжского военного округа в г. Кузнецк Пензенской области по штату 015/174 на самолётах Як-1. Окончил формирование в июне 1942 года и убыл в состав 220-й истребительной авиационной дивизии Юго-Западного фронта.
С 12 июня 1942 года полк в составе 220-й истребительной авиационной дивизии 8-й воздушной армии Юго-Западного фронта приступил к боевой работе на самолётах Як-1. Первая известная воздушная победа полка в Отечественной войне одержана 21 июня 1942 года: капитан Пилкин Я.П. в воздушном бою в районе Мартовая — Печенеги сбил
немецкий тяжёлый истребитель Ме-110 (Messerschmitt Bf.110). После изнурительных боёв в Воронежско-Ворошиловградской операции полк 6 июля 1942 года выведен с фронта на доукомплектование, а 21 июля без самолётов прибыл в 8-й запасной истребительный авиационный полк Приволжского военного округа на аэродром Багай-Барановка Саратовской области. 13 августа 1942 года полк расформирован в 8-м запасном истребительном авиационном полку.
В составе действующей армии полк находился с 12 июня 1942 года по 6 июля 1942 года.

## Командиры полка
- майор Суворов Иван Павлович[3], 11.1941 — 13.08.1942

## Участие в операциях и битвах
- Воронежско-Ворошиловградская операция — с 28 июня 1942 года по 5 июля 1942 года.

## Лётчики-асы полка
| Фамилия, имя отчество         | Награды | Сбито самолётов (+ в группе) | Примечание |
| ----------------------------- | ------- | ---------------------------- | --- |
| Пилкин Яков Панфилович        |         | 5 + 1                        | Лётчик полка: июнь — июль 1942. Боевых вылетов: 95 (на 25.10.1942 г.). Погиб 28 ноября 1942 г. Сбит в воздушном бою. |
| Стародумов Николай Дмитриевич |         | 7 + 3                        | Лётчик полка: июнь — июль 1942. Погиб 3 июля 1943 г. Разбился в авиационной катастрофе.                              |
| Филиппов Сергей Иванович      |         | 5 + 5                        | Лётчик полка: июнь — июль 1942. Боевых вылетов: 457 (на 27.04.1945 г.); воздушных боёв: 98                           |

## Итоги боевой деятельности полка
Всего за годы Великой Отечественной войны полком:
| Выполнено боевых вылетов | Проведено воздушных боёв | Сбито самолётов противника |
| ------------------------ | ------------------------ | -------------------------- |
| 499                      | 7                        | 14                         |

Свои потери:
| Потеряно самолётов, всего    | Погибло лётчиков всего       |
| ---------------------------- | ---------------------------- |
| 9 (боевые — 8; небоевые — 1) | 3 (боевые — 2; небоевые — 1) |

## Самолёты на вооружении
| Период            | Самолёты | Фото        |
| ----------------- | -------- | ----------- |
| 01.1942 — 08.1942 | Як-1     | Як-1 (И-26) |